# Tillobroma critesi
Tillobroma critesi là một loài ruồi trong họ Asilidae. Tillobroma critesi được Artigas miêu tả năm 1970. Loài này phân bố ở vùng Tân nhiệt đới.